# Illumos
illumos是因應OpenSolaris開源社群中止而開啟的專案。由于昇陽電腦（Sun Microsystems）被甲骨文公司（Oracle）收购后，甲骨文公司无意继续支持OpenSolaris的发展，所以社区衍生出了illumos。
illumos專案的主要目标是建構一个开源的且与Solaris完全兼容的SunOS內核作業系統，并成为其他OpenSolaris发行版的基础。illumos專案底下的OpenSolaris发行版專案：OpenIndiana就是建立在illumos內核。illumos提供與SunOS兼容的內核，OpenIndiana則在此內核上建構發行版。
illumos不从属于任何企业独立发展。

## 相關
- OpenSolaris
- Solaris

## 發行版
- OpenIndiana